# 미국 쿼터 주화
쿼터 달러(Quarter Dollar)는 미국 달러의 4분의 1에 해당하는 화폐 단위를 가진 주화로 25센트에 해당된다. 흔히 쿼터(Quarter)라고 부르기도 한다. 1796년에 처음 발행되었다.

## 디자인 소재 목록
- 쿼터 은화
  - 드레이프트 버스트 (긴 머리를 가진 인물의 흉상) 쿼터 (1796년 ~ 1807년)
    - 드레이프트 버스트 쿼터 (작은 독수리, 1796년)
    - 드레이프트 버스트 쿼터 (문장에 그려진 독수리, 1804년 ~ 1807년)

  - 캡프트 버스트 (모자를 쓴 인물의 흉상) 쿼터 (1815년 ~ 1838년)
    - 캡프트 버스트 쿼터 (대형 주화, 문구가 쓰여져 있음, 1815년 ~ 1828년)
    - 캡프트 버스트 쿼터 (소형 주화, 문구가 쓰여져 있지 않음, 1831년 ~ 1838년)

  - 시티드 리버티 (앉아 있는 여신) 쿼터 (1838년 ~ 1891년)
    - 시티드 리버티 쿼터 (문구가 쓰여져 있지 않음, 1838년 ~ 1865년)
    - 시티드 리버티 쿼터 (문구가 쓰여져 있음, 1866년 ~ 1891년)

  - 바버 (모자나 화관을 쓴 여신의 머리 부분) 쿼터 (1892년 ~ 1916년)
  - 스탠딩 리버티 (서 있는 자유의 여신의 모습) 쿼터 (1916년 ~ 1931년)
    - 스탠딩 리버티 쿼터 (1차, 앞면: 서 있는 자유의 여신, 뒷면: 독수리, 1916년 ~ 1917년)
    - 스탠딩 리버티 쿼터 (2차, 앞면: 서 있는 자유의 여신, 뒷면: 독수리, 1917년 ~ 1931년)

  - 워싱턴 쿼터 (앞면: 조지 워싱턴, 뒷면: 2개의 올리브나무 가지에 둘러싸인 화살 묶음에 앉은 흰머리수리, 1932년 ~ 1964년, 1992년 ~ 1998년, 프루프에 한해서 주조.)
    - 워싱턴 쿼터 (앞면: 조지 워싱턴, 뒷면: 식민지 시대에 활동했던 북 연주자, 1975년 ~ 1976년, 미국 독립 200주년 기념주화로 발행되었으며 주조 연도가 "1776-1976"으로 표기되어 있음. 은 40% 합금으로 만든 프루프도 발행되었지만 유통되지는 않음.)
    - 워싱턴 쿼터 (앞면: 조지 워싱턴, 뒷면: 미국을 구성하는 50개의 주를 상징하는 디자인, 1999년 ~ 2008년, 50주 쿼터 주화로 발행되었으며 프루프에 한해서 주조.)
    - 워싱턴 쿼터 (앞면: 조지 워싱턴, 뒷면: 미국을 구성하는 워싱턴 D.C.(컬럼비아 특별구), 자치령을 상징하는 디자인, 2009년, 컬럼비아 특별구와 미국의 자치령 기념주화로 발행되었으며 프루프에 한해서 주조.)

- 구리·니켈 합금 주조 쿼터 주화
  - 워싱턴 쿼터 (앞면: 조지 워싱턴, 뒷면: 2개의 올리브나무 가지에 둘러싸인 화살 묶음에 앉은 흰머리수리, 1965년 ~ 1974년, 1977년 ~ 1998년)
    - 워싱턴 쿼터 (앞면: 조지 워싱턴, 뒷면: 식민지 시대에 활동했던 북 연주자, 1975년 ~ 1976년, 미국 독립 200주년 기념주화로 발행되었으며 주조 연도가 "1776-1976"으로 표기되어 있음.)
    - 워싱턴 쿼터 (앞면: 조지 워싱턴, 뒷면: 미국을 구성하는 50개의 주를 상징하는 디자인, 1999년 ~ 2008년, 50주 쿼터 주화)
    - 워싱턴 쿼터 (앞면: 조지 워싱턴, 뒷면: 미국을 구성하는 워싱턴 D.C.(컬럼비아 특별구), 자치령을 상징하는 디자인, 2009년, 컬럼비아 특별구와 미국의 자치령 기념주화)
    - 워싱턴 쿼터 (앞면: 조지 워싱턴, 뒷면: 미국 각지의 국립공원, 2010년 ~ 2021년, 미국의 아름다운 자연 기념주화)

## 역대 쿼터 주화

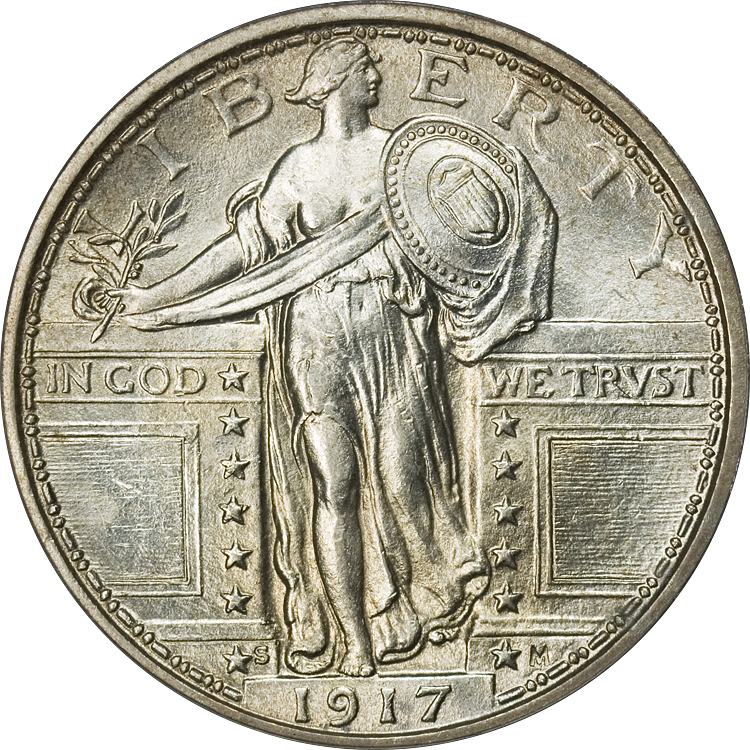
스탠딩 리버티 쿼터 주화 앞면
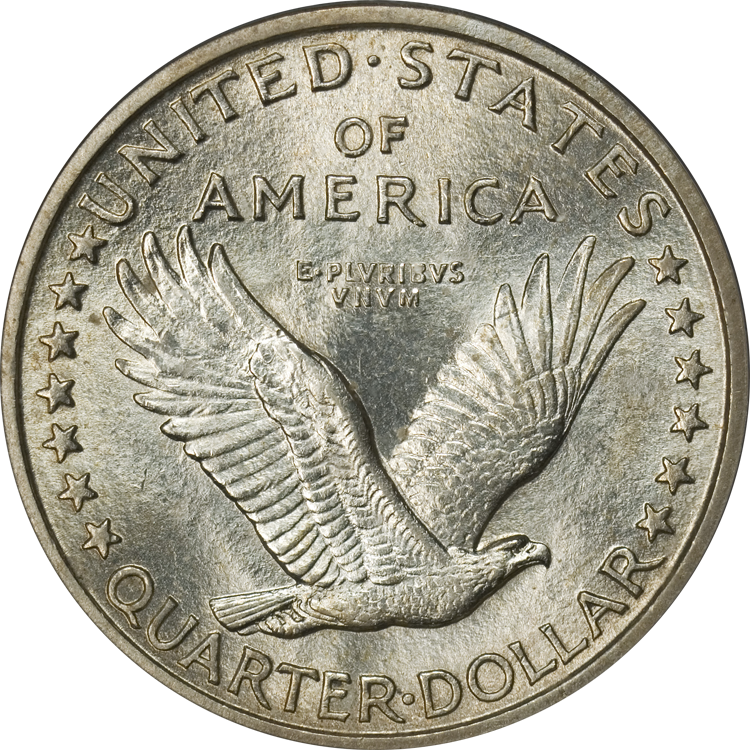
스탠딩 리버티 쿼터 주화 뒷면
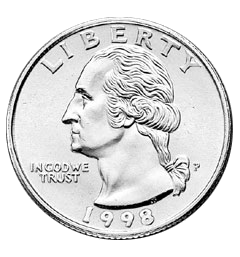
워싱턴 쿼터 주화 앞면
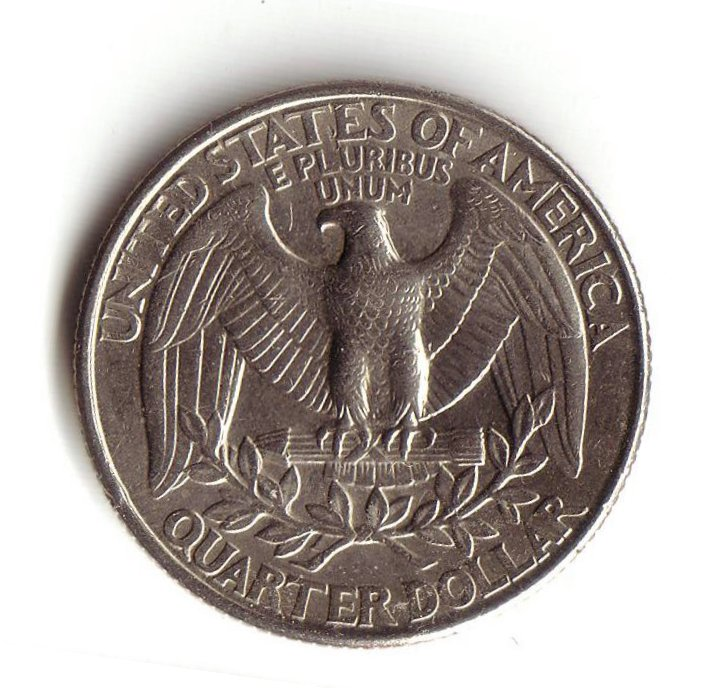
워싱턴 쿼터 주화 뒷면
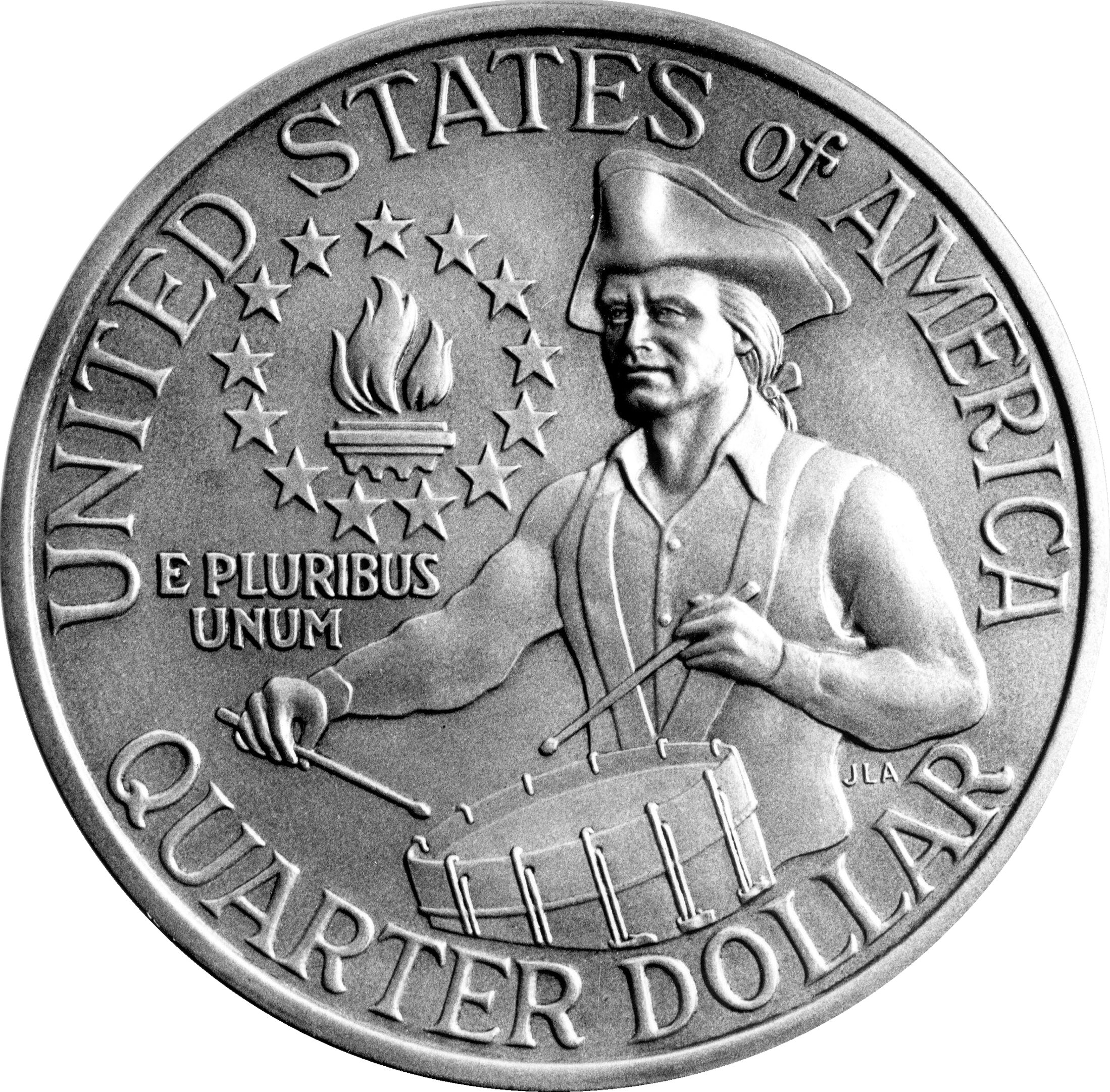
미국 독립 200주년 기념 워싱턴 쿼터 주화 뒷면

## 같이 보기
- 50주 쿼터 주화